# Pedro López de Ayala
Pero o Pedro López de Ayala (Vitoria, 1332-Calahorra, 1407) fue un poeta, historiador y estadista del Reino de Castilla. Era hijo de Fernán Pérez de Ayala, décimo señor de Ayala, y de Elvira Álvarez de Ceballos.
Fue undécimo señor de Ayala y señor de Salvatierra, canciller mayor de Castilla, camarero mayor del rey Pedro I de Castilla, alférez mayor del pendón de la Orden de la Banda, corregidor y merino mayor de Guipúzcoa, alcalde mayor de Toledo, merino y alcalde mayor de Vitoria, y oidor de la Audiencia Real en el reinado de Juan I de Castilla.

## Biografía
Nació en Vitoria en el seno de una familia noble, hijo de Fernán Pérez de Ayala y de Elvira Álvarez de Ceballos. Su padre era sobrino del cardenal Pedro Gómez Barroso, autor del Libro de los consejos et de los consejeros, y había recibido instrucción clerical con él hasta que tuvo que asumir el mayorazgo de su casa a la muerte de su hermano mayor, el heredero original. Fernán había viajado además a la corte papal de Aviñón con su tío el cardenal y era conocido por su elocuencia y dotes de negociador en los reinados de Alfonso XI y Pedro I de Castilla, así que de él debió de recibir su hijo la educación moral, religiosa y política que caracteriza su obra, así como la frecuentación de los Salmos y la Biblia. Sin embargo, al igual que su amigo, el poeta judeoconverso Pero Ferrús, López de Ayala pasó su juventud en lecturas más profanas, en especial libros de caballerías, por lo que mostró cierto pesar en su madurez al no haber dedicado más tiempo al estudio de otras disciplinas:
Plogome otrosí oír muchas vegadas
libros de devaneos, de mentiras probadas;
Amadís e Lançalote, e burlas escantadas,
en que perdí mi tiempo a muy malas jornadas... (Rimado de Palacio, 163)
Estas lecturas debieron hacerse cuando fue paje o doncel del rey Pedro I, como documenta su asistencia a los esponsales y las bodas del rey en mayo y junio de 1353 con Blanca, sobrina del rey de Francia e hija del II duque de Borbón. Su sobrino, el también historiador Fernán Pérez de Guzmán, lo describe así en sus Generaciones y semblanzas:

Fue este don Pero López de Ayala alto de cuerpo, e delgado e de buena persona, hombre de grant discriçión e abtoridad, e de gran conseio así de paz como de guerra. Hobo grant lugar açerca de los reyes en cuyo tiempo fue, ca, seyendo moço, fue bienquisto del rey don Pedro; e, después, del rey don Enrique el Segundo fue del su conseio, e amado dél. El rey don Johán e el rey don Enrique su fijo fizieron dél grande mençión e gran fiança... Fue de muy dulçe condiçión e de buena conversaçión, y de gran conçiençia e que temía mucho a Dios. Amó mucho las çiençias, diose mucho a los libros e estorias, tanto que, como quier que él fuese asaz caballero e de gran discriçión en la plática del mundo, pero naturalmente fue muy inclinado a las çiençias; e, con esto, grant parte del tiempo ocupaba en el leer e estudiar, non en obras de derecho, sinon Filosofía e estorias... Amó mucho mugeres, más que a tan sabio caballero como él se convenía.
Generaciones y Semblanzas de Fernán Pérez de Guzmán)

Tras la temprana muerte de su hermano mayor, la familia decide cancelar los planes eclesiásticos para él dispuestos y regresa de la Corte de su tío para empezar a representar los intereses familiares como su toledano padre en la Corte Regia. Así, cuando contaba poco más de veinte años, entró al servicio de Pedro I de Castilla, llamado por el pueblo «el Justiciero» y por los nobles «el Cruel». 
Se une a la revuelta de los nobles en 1354 contra el rey Pedro I, motivada por la situación irregular de su esposa, la reina Blanca de Borbón. El fracaso de la revuelta le hace volver al servicio del rey y participa más tarde en la guerra contra Pedro IV de Aragón, desempeñando el cargo de capitán de la flota castellana; por entonces un documento lo sitúa en el castillo de popa de la galera Uxel que llevaba al rey de Castilla Pedro I, saliendo de Ibiza, en 1359. Después desempeñó el cargo de Alguacil mayor de Toledo.

### Paso al bando de los Trastámara

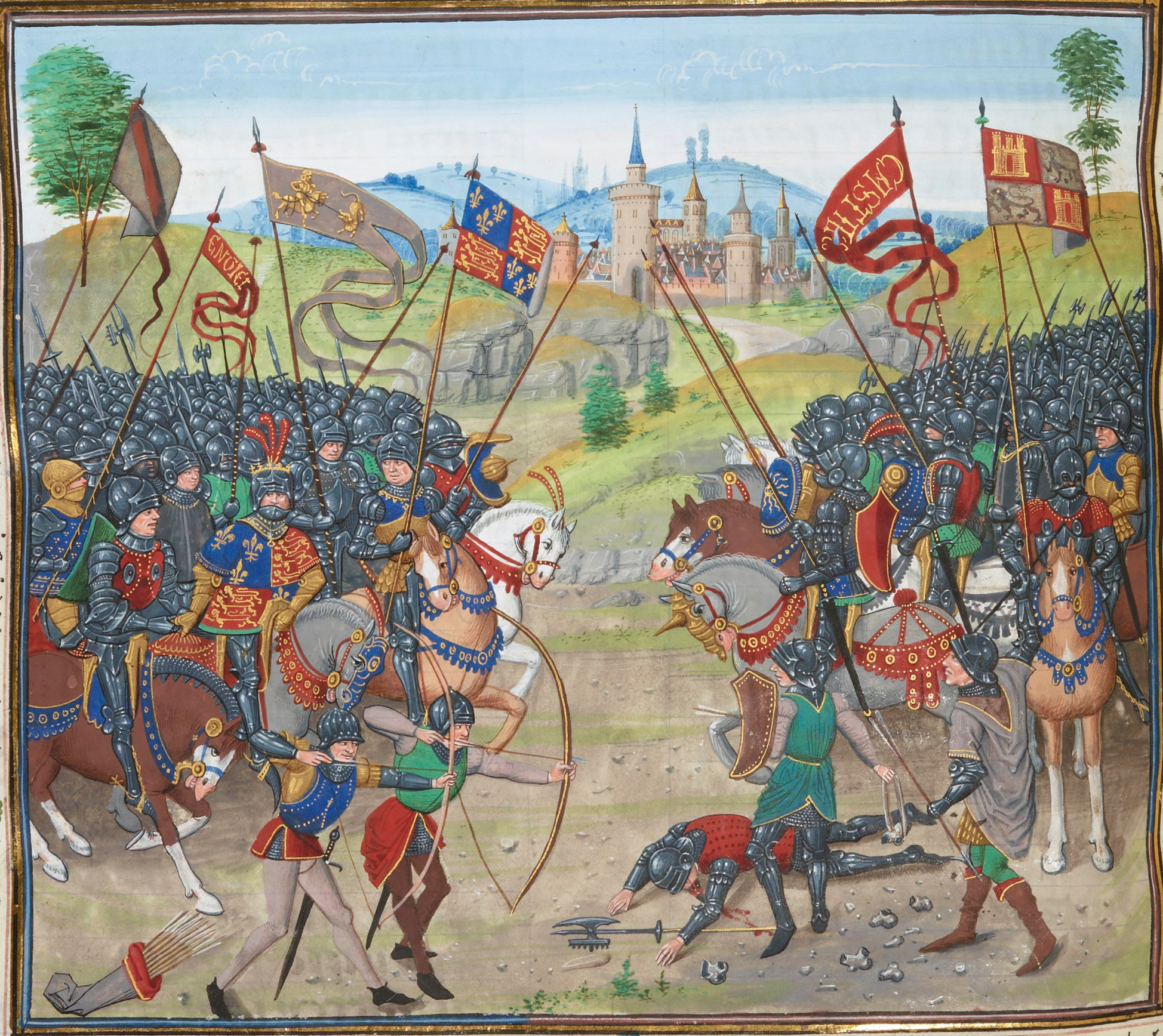
Batalla de Nájera (Manuscrito de las Crónicas de Jean Froissart,, (Biblioteca Nacional de Francia).

Cuando en 1366 empezó en firme la rebelión de Enrique de Trastámara contra su medio hermano el rey Pedro I y este huyó precipitadamente al sur abandonando Burgos, Pero López de Ayala aún fue de los pocos nobles que lo acompañaron. Posteriormente, reconocido el bastardo como rey de la mayor parte de Castilla por la gran mayoría de la nobleza, él y su padre se pasaron al bando del pretendiente al trono, el futuro Enrique II de Castilla:
Por el rey matar omnes, non llaman justiçiero, / ca sería nombre falso: más propio es carniçero (Rimado de Palacio, 347).
El vengativo Pedro I había ajusticiado a muchos nobles de los que había compilado un largo memorial de agravios, a juicio de bastantes más por rencor que por justicia. El escritor se horrorizó con su ajusticiamiento de los dos hijos del probo e integérrimo Ferrán Sánchez de Valladolid, que consignó en su Rimado y en su Crónica del rey don Pedro,

El fijo de aquel rey le mató en un día, / en un hora, dos fijos quel caballero avía; / a él desterrolo y tirole la quantía / e mercedes y gracias que primero avía. [...] / Por ende, se avise cualquier consejero / de algund príncipe, que sea verdadero / e non sea crüel nin falso lisonjero, / e miénbresele sobre todo que Dios es justiciero.

De modo que su padre y él, «viendo que los fechos de don Pedro no iban de buena guisa, determinaron partirse dél».
Los Ayala recibieron ventajas y mercedes por esa defección. Le dieron el título de Alférez mayor del Pendón de la Banda (segundo teniente) de la Orden de la Banda, que ostentó cuando luchó a favor de Enrique en la batalla de Nájera en 1367. La acción resultó un revés para las fuerzas insurgentes y el poeta fue capturado por el Príncipe Negro, lo que en el fondo fue una suerte, pues el rey Pedro lo habría ejecutado sin más. El Príncipe Negro se hizo pagar un crecido rescate por su familia y lo dejó en libertad a los seis meses, llegando a tiempo a Burgos para ver entrar a Enrique victorioso en la ciudad. Al futuro canciller se le otorgó primero la villa de Arciniega en 1371, y después le confirmaron la posesión de los valles de Llodio y Orozco. Después, en 1374, es nombrado alcalde mayor y merino de Vitoria y un año después desempeña la alcaldía mayor de Toledo; en 1376 el rey le tenía ya tanta confianza que fue enviado como embajador a Aragón, logrando su cometido satisfactoriamente;
El pago por su lealtad en mercedes no era despreciable: amén de los señoríos de Arceniega, Torre de Valle de Orozco y Valle de Llodio, ricos, fértiles y pintorescos lugares, fue designado miembro del Consejo Real. En 1378, viajó a Francia para negociar una alianza contra Inglaterra y Portugal. Allí se procuró además buenos libros: se hizo traducir del francés textos latinos como las Décadas del historiador Tito Livio a través de la versión de Pierre Bersuire o el De casibus virorum ilustrium de Giovanni Boccaccio, a través de la de Laurent de Premierfait. En la corte francesa florecían en medio de la guerra de los Cien Años los reyes y nobles bibliófilos.

### Bajo el reinado de Juan I

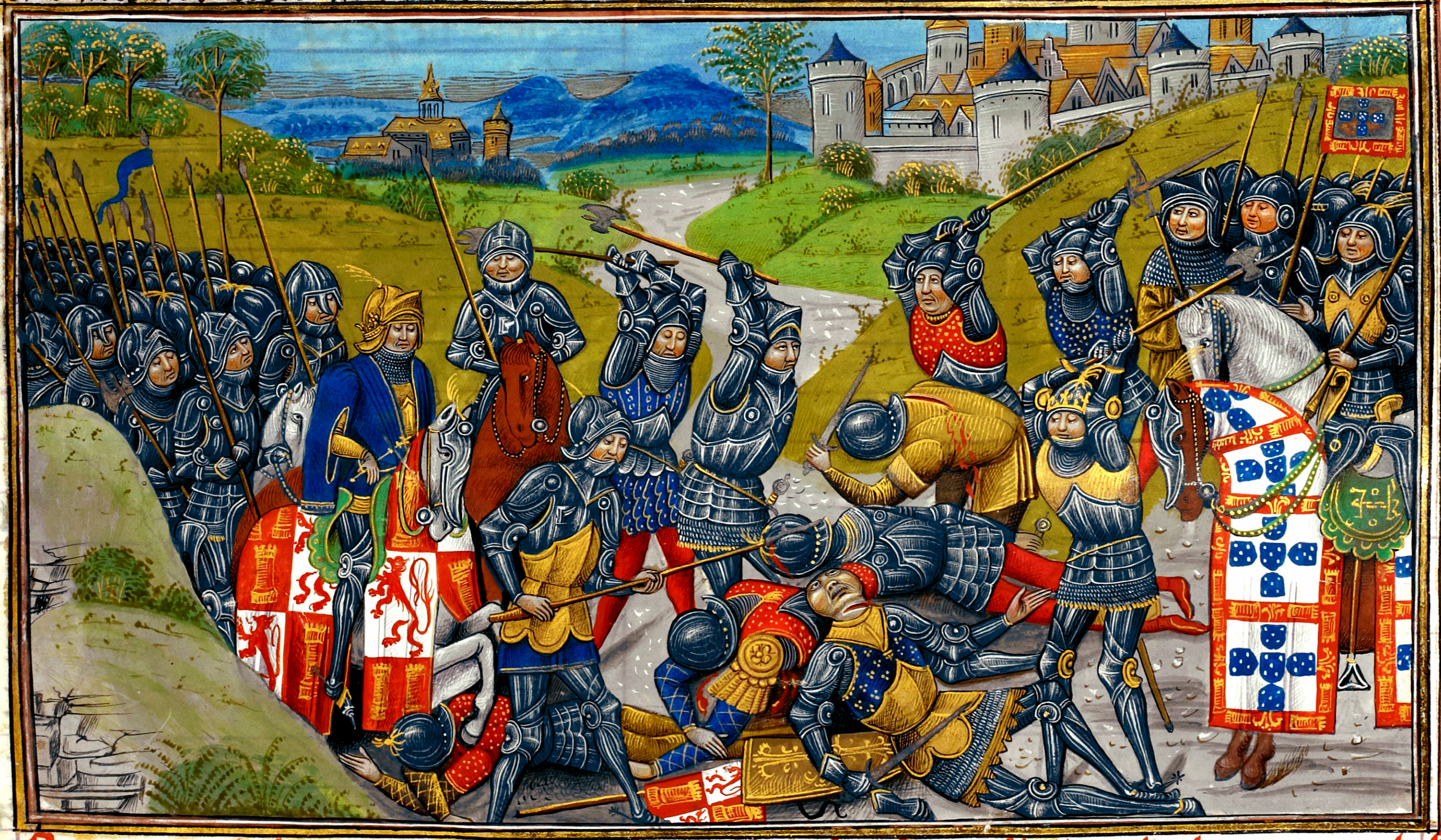
Batalla de Aljubarrota en 1385.

Al morir Enrique II en 1379, su hijo y sucesor Juan I de Castilla confirmó los privilegios otorgados y además los acrecentó, encargándole difíciles misiones diplomáticas, entre ellas su embajada a Carlos VI de Francia, a quien aconsejó tan acertadamente en la batalla de Roosebeke contra los anglo-flamencos (1382), que el monarca francés, en cuya guarda personal de once caballeros fue acogido, lo nombró su camarero y le otorgó una pensión vitalicia de mil monedas de oro a Ayala y a su hijo primogénito. Por su parte, Juan I lo recompensó con la villa de Salvatierra en Álava.
La proclamación de Juan de Avís por los portugueses desvanecía los proyectos que Juan I albergaba de coronarse rey de Portugal. López de Ayala, que no era partidario de una guerra de Castilla contra los portugueses, se esforzó por disuadir de ello al monarca, mal aconsejado por la joven generación de cortesanos, pero no rehuyó la lucha cuando se produjo, empuñando de nuevo el estandarte de la Orden de la Banda y tratando de neutralizar las imprudencias temerarias de los donceles cortesanos en el desastre de Aljubarrota (1385). Peleó con bravura y cayó preso en Santarem, cubierto de heridas y «quebrados dientes e muelas». Esta vez su cautiverio fue mucho peor, pues estuvo prisionero durante un año en el Castillo de Leiría y después en el de Obidos. Mientras esperaba su rescate –que, según unos, tardó quince meses y, según otros, dos años y medio– escribió su Libro de la caza de las aves y parte de su Rimado de Palacio. Fue devuelto a cambio de 30 000 doblas después de que muchos intercediesen en su favor, como su mujer, Leonor de Guzmán, el maestre de la Orden de Calatrava y los reyes de Castilla y de Francia. 
EL rey Juan I de Castilla dispuso en su testamento, otorgado el 31 de julio de 1385, que Pero López de Ayala continuara siendo el alférez mayor del pendón de la Orden de la Banda cuando subiera al trono su hijo, el infante Enrique de Castilla, que llegaría a reinar como Enrique III en 1390, a la muerte de su padre.

Tras su liberación en 1388 o 1389, recibió nuevos honores, como ser nombrado camarero y copero mayor de la corte. Además prosiguió su actividad diplomática en Francia. Negoció acuerdos entre Inglaterra y Castilla que condujeron a la Paz de Troncoso (1388). También intervino en la boda entre el infante heredero Enrique con Catalina de Lancáster, e instituyó el título de príncipe de Asturias. Se opuso con prudencia a la disparatada división del reino que proponía Juan I en las Cortes de Guadalajara de 1390 (Castilla y León para el príncipe heredero; Andalucía y Murcia para él mismo) para calmar la paranoia de los portugueses, y, al fallecer este monarca en ese mismo año, formó parte del Consejo de Regencia durante la minoría de edad del futuro Enrique III. En 1392 logró que se firmara la paz entre castellanos y portugueses, dando fin a una guerra prolongada y desastrosa para ambos reinos y en 1393, alcanzada ya la mayoría de edad del rey, se retiró algún tiempo a sus posesiones, donde se dedicó al estudio y a las letras. Volvió a Castilla para ser nombrado canciller mayor del reino en 1398, y todavía proseguía sus actividades como representante exterior de Castilla cuando súbitamente murió en Calahorra a los 75 años de edad en 1407.

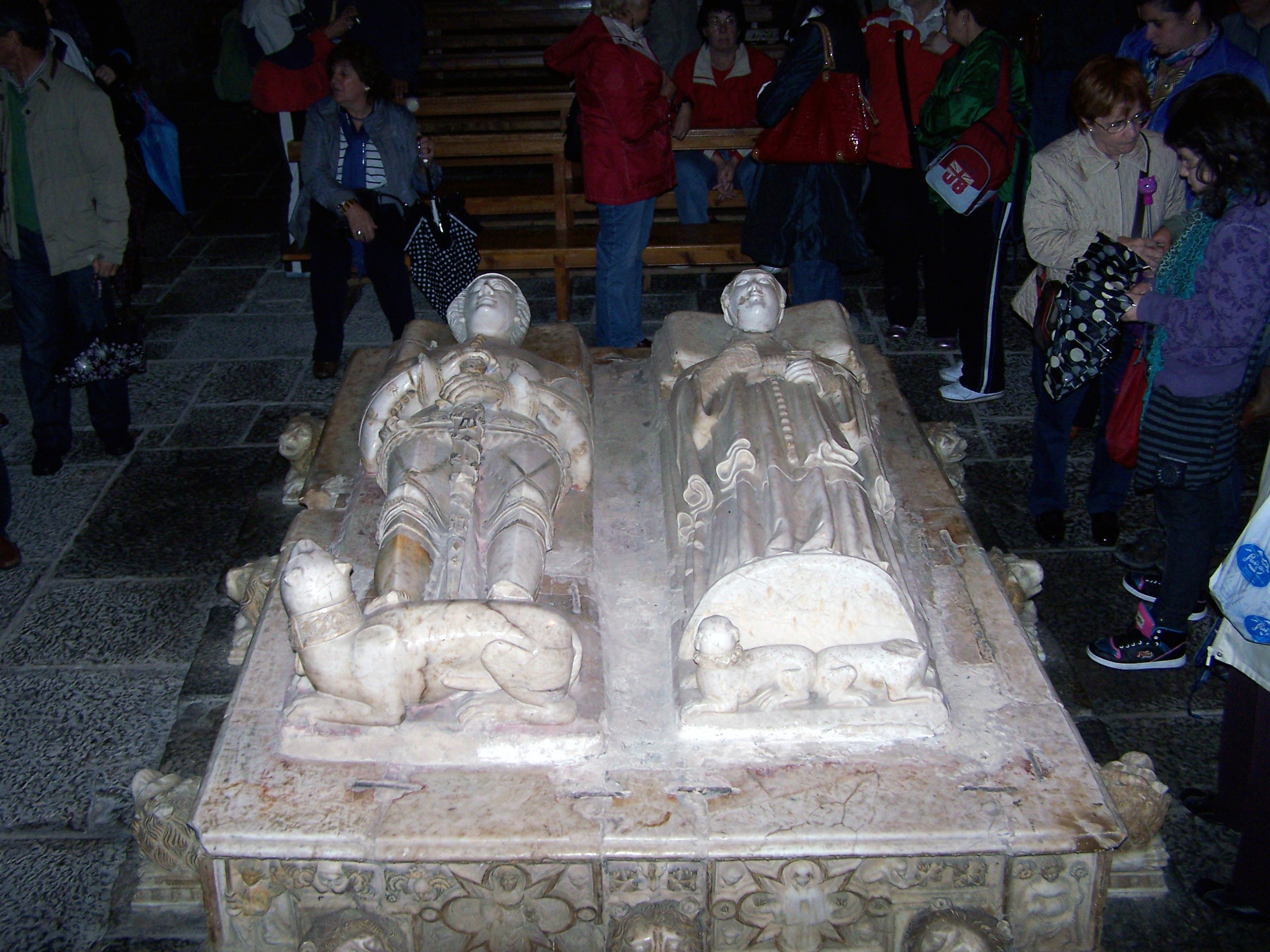
Sepulcro del Canciller Ayala y su esposa Leonor de Guzmán en el torreón-capilla de la Virgen del Cabello, en el conjunto palaciego-conventual de Quejana, casa solar de los Ayala (Álava).

Se conserva su estatua yacente, junto con la de su mujer, en el conjunto palaciego-conventual de Quejana (Álava), cuyos cuidados dependían de las monjas dominicas que habitaron el convento hasta el año 2008. Las dos estatuas yacentes, en alabastro, se encuentran al pie del retablo del monasterio, junto a otras estatuas yacentes de los padres del canciller, Fernán y Elvira. Este retablo es una réplica inaugurada el 4 de agosto de 1959, del original, que se halla en el Instituto de Arte de Chicago.
El canciller Ayala vivió una época turbulenta también para toda la Cristiandad, a causa del llamado Cisma de Occidente, que es aludido angustiosamente en su Rimado de Palacio, pues existía la creencia de que mientras hubiera ese cisma ningún alma se salvaría. Su actitud es la de un noble bien intencionado que se indigna ante la inmoralidad imperante, como Quevedo en el siglo XVII, José Cadalso en el siglo XVIII y Larra en el siglo XIX.
El de los Ayala fue uno de los linajes que pasó al primer plano social y político de la corona de Castilla con la instauración de la dinastía Trastámara. El célebre canciller Ayala, al final de sus días, estableció una división de su descendencia en dos ramas independientes: la de su primogénito Fernán Pérez de Ayala y Guzmán se establecería en Álava, en el solar ancestral del linaje; la de su hijo segundo Pedro López de Ayala y Guzmán se asentaría en Toledo.

## Matrimonio y descendencia
Contrajo matrimonio con Leonor de Guzmán, hija de Pedro Suárez de Toledo y de María Ramírez de Guzmán, con quien tuvo varios hijos:
- Fernán Pérez de Ayala (m. 1436). Fue señor de Ayala y de Salvatierra, embajador en el reino de Francia,[1] merino mayor de Guipúzcoa,[20][21] alférez mayor del pendón de la Orden de la Banda,[1] y corregidor de Guipúzcoa.[22] Contrajo matrimonio con María de Sarmiento y Castilla, II señora de Salinillas, Berberana y Mansilla e hija del mariscal de Castilla Diego Gómez Sarmiento y de Leonor Enríquez de Castilla[23] y bisnieta del rey Alfonso XI de Castilla.[1]
- Pedro López de Ayala el Tuerto (m. 1450). Fue I señor de Fuensalida y Huecas, aposentador mayor del rey Juan II de Castilla y alcalde mayor de Toledo.[24] Se casó con Elvira de Castañeda y Orozco, hija de Juan Rodríguez de Castañeda, señor de Hormaza, y de María de Orozco, con quien tuvo descendencia.[25]
- Elvira de Ayala, esposa de Álvar Pérez de Guzmán, II señor de Gibraleón.[26]
- María de Ayala y Guzmán, esposa de Pedro Ponce de León y Haro, I conde de Arcos.

## Obra literaria

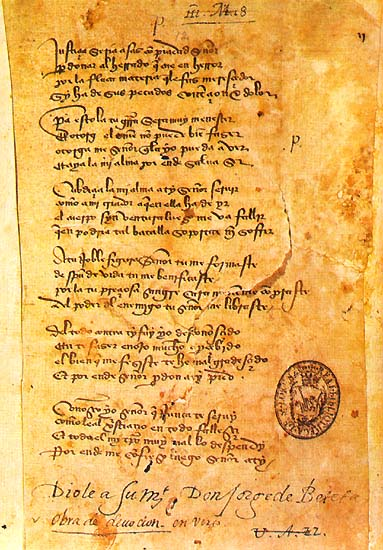
Manuscrito E del Rimado de Palacio

La instrucción del canciller Ayala era muy extensa para lo que se acostumbraba en la época; era aficionado a la lectura, como ya declara su sobrino y él mismo: "Quando yo algunt tiempo me fallo más spaciado / busco porque lea algunt libro notado"; pero lo que hallaba en los libros lo encontraba refrendado por igual en su experiencia: 
Muchos tales enxiemplos en los libros leí, / e, de fecho, muchos por los mis ojos vi (Rimado de Palacio, 699)
Aparte de la Biblia, conocía la obra de Tito Livio, Valerio Máximo, San Agustín, Boecio, San Gregorio, San Isidoro, Egidio Romano, Vegecio, Boccaccio y alguna de las versiones de la Estoria de España de Alfonso X el Sabio. Conocía además las colecciones jurídicas de su tiempo, como la de Juan Andrés, la del canonista Giovanni d'Andrea y el Decreto de Graciano. Su inspiración, sin embargo, más que erudita, provenía de una fuerte indignación moral:
Quando enojado e flaco me siento,
tomo grant espacio mi tienpo pasar
en fazer rimos siquier fasta ciento,
ca tiran de mí enojo e pesar. (Rimado de Palacio, 866a-d)

### Rimado de Palacio
Resulta especialmente famosa su obra satírica y didáctica, el Libro Rimado de Palacio, también conocido como Los Rimos, unos 8.200 versos escritos en su mayor parte en cuaderna vía y donde, tras efectuar una confesión general de sus pecados, pasa revista a la sociedad de su tiempo describiendo con ironía a sus contemporáneos de la jerarquía civil (y eclesiástica: "Si estos son ministros, sonlo de Satanás / ca nunca buenas obras tú fazer les verás"; "se dan a puñadas quién podrá papa ser"; "la nave de Sant Pedro está en grant perdiçión / por los nuestros pecados y la nuestra ocasión"; los sacerdotes son tan ignorantes que "non saben las palabras de la consagraçión"), atacando sus hipócritas valores políticos, sociales y morales y mezclando cuadros realistas y disquisiciones moralizantes. Los nobles inventan nuevos tributos y les da igual el cohecho. Tampoco salen muy bien parados los arrendadores judíos, "que están aparejados / para beber la sangre de los pobres cuitados" comprando la concesión de los cobros de impuestos en condiciones "para el pueblo mesquino negras como carbón". Se queja amargamente de cómo se acumulan sobre los pobres pecheros y cómo ello provoca una gran crisis demográfica:
Do moraban mil omnes, non moran ya trezientos: / más vienen que granizo sobre ellos ponimientos; / fuyen chicos e grandes con tales escarmientos, / ca ya vivos los queman: sin fuego y sin sarmientos (Rimado de Palacio, 261)
Los caballeros son unos auténticos tiranos de las villas; los consejeros son aduladores; los mercaderes trapaceros, falsarios de pesos y medidas que doblan las ventas a plazo; los letrados picapleitos, ruina del desventurado que les confía sus asuntos y los jueces y regidores de las ciudades son venales. Por fin analiza al ámbito cortesano que tan bien conoce:
Grant tiempo de mi vida pasé mal dispendiendo / a señores terrenales con grant cura serviendo; / agora ya lo veo e lo vo entendiendo: / que quien ý más trabaja, más irá perdiendo (Rimado de Palacio, 422)
Pone de ejemplo a un caballero que vuelve a la Corte para le paguen varios meses de soldada y lo encuentra todo cambiado: sufre las insolencias de los nuevos porteros y, a fuerza de dar ropas, mordidas y hasta la mula que lo trajo para saciar la codicia de oficiales y privados, consigue un libramiento que no puede cobrar después y, cansado de no lograr nada, tiene que dejar el asunto en manos de un judío. Incluso el monarca está rodeado de tantos pretendientes en Palacio que apenas puede abrirse paso el camarero que le trae la comida a la mesa. Ahí mismo le llegan siempre noticias ingratas: se le ha sublevado una villa, no queda dinero para pagar a los hombres de armas, los concejos se quejan de los robos... Asediado por todos, "paresce que es un toro que andan garrochando". En las Cortes se adoptan leyes perfectas y severas que luego no se cumplen: 
Las Cortes son ya fechas, las leyes ordenadas, / los merinos son puestos, hermandades firmadas. / E fasta los tres meses serán muy bien guardadas... / E, dende en adelante, robe quien más pudier a osadas (Rimado de Palacio, 504).
Hay indicios de que un rey vecino prepara la guerra; los letrados y el pueblo pacífico prefieren la diplomacia, pero a los fogosos caballeros, siempre dispuestos a ganar algo con la espada, e incluso de algún prelado, eso les repugna; como "el rey es mançebo e la guerra querría" triunfa el parecer de los belicistas y "para destroyr el regno, adóbase la çena".
Pese a estos aguafuertes, la negrura no alcanza aún los tintes del barroco picaresco, y alguna vez destella la melancolía que evoca al futuro Jorge Manrique, como señala José María de Cossío:
Todas estas riquezas son nieblas e rocío / honras e orgullos aqueste loco brío; / échase el homne sano e amasnesce frío, / ca nuestra vida corre como agua de río (Rimado de Palacio, 270)
¿Dó están los muchos años que habemos durado / en este mundo malo, mesquino e lazdrado? / ¿A dó los nobles vestidos de paño muy honrado? / ¿Dó las copas e vasos de metal muy preçiado? / ¿Dó están las heredades e las grandes posadas, / las villas e castillos, las torres almenadas, / las cabañas de ovejas, las vacas muchiguadas, / los caballos soberbios de las siellas doradas? (Rimado de Palacio, 565-566)
La prisión, alegórica o real, pone fin a estas reflexiones y el poeta se desahoga en canciones líricas. Unas están dedicadas a la Virgen o prometen visitar diversos santuarios; otras son oraciones de una religiosidad más íntima, puesto que dejan ver una angustia real ante la posibilidad de que Dios haya condenado su alma por sus pecados. La parte final del poema es en realidad un centón y paráfrasis de diversos pasajes de los Morales, un comentario del Libro de Job por San Gregorio Magno que López de Ayala había traducido. 
El Rimado de Palacio es una mezcla heterogénea de diversos materiales poéticos a los que su autor ha dado cierta unidad con estrofas de transición de unos temas a otros. Las composiciones líricas están hechas en zéjel, y los pasajes en cuaderna vía poseen algunos hemistiquios de ocho sílabas; otros pasajes de composición más tardía, como el Deitado del Cisma de Occidente, usan ya la copla de arte mayor. El libro fue comenzado antes de 1385 y quedó concluido en 1403.

### Libro de la caza de las aves
En su Libro de la caza de las aves, trató de recoger todo el conocimiento práctico que había acumulado acerca del arte de la cetrería. Lo redactó mientras estuvo preso en Óbidos (Portugal) tras la derrota de Aljubarrota. De esta obra se conservan una treintena de copias, la mayoría en la Biblioteca Nacional de España, pero también las hay en Gran Bretaña (1 copia), Francia (2 copias), Italia (3 copias), Estados Unidos (4 copias) así como en manos privadas (más de seis copias).

### Historia de los reyes de Castilla
Escribió asimismo las crónicas de los reinados de Pedro I de Castilla, Enrique de Trastámara (Enrique II de Castilla) y Juan I de Castilla, y una que quedó incompleta del reinado de Enrique III de Castilla, recogidas todas bajo el título de Historia de los reyes de Castilla. En ella se muestra como un historiador de bastante mayor rigor que sus contemporáneos Matteo Villani o Froissart, pues poseía dotes de penetración psicológica y observación más agudas que estos, como se deduce del hecho de que, por ejemplo, ambos busquen las escenas pintorescas y se recreen en las pompas caballerescas, mientras que a López de Ayala solo le preocupan los hechos y las circunstancias que los rodean. Vivaz en los retratos, logra con su narración un sobrio dramatismo que hace olvidar por completo ya y por siempre la sequedad de los viejos cronicones.

### Libro del linaje de Ayala et de las generaciones de los señores que fueron dél
Rafael de Floranes habla con elogio de esta obra que quiso publicar, para la cual se documentó el canciller con un manuscrito de su padre, quien, según escribe,
«Era tan grand caballero et tan entendido et mesurado en todos sus fechos et se pagaba de decir bien et apuestamente et otrossí de alcançar noticias de letras et de estorias de cosas nobles et grandes que en el mundo oviessen passado... fuera siempre en imaginación de averiguar los fechos de sus passados et la prez et la honra que ovieran alcanzado... y para esto había puesto en romance cierta antigua scriptura de D. San Velázquez, un muy grand caballero de los de Álava».
Valiéndose de ella y de «otras scripturas, inquisiciones ciertas et relatos de los passados» escribió Pero López esta obra inédita.

### Traducciones
Él mismo u otro por encargo suyo tradujo las obras de algunos autores de la Antigüedad, a veces desde versiones francesas, como la ya citada de Tito Livio (las primeras Décadas), en quien estaba interesado como historiador que era, pero también de filósofos como Boecio (De consolatione philosophiae) y de autores más modernos, como San Isidoro (De summo bono), San Gregorio Magno (Morales) o incluso contemporáneos (Guido da Colonna, Crónica troyana) y Boccaccio (Caída de príncipes). Puso especial empeño en los comentarios morales de San Gregorio al Libro de Job y no solo los editó aparte con el título de Flores de los morales de Job, sino que versificó parte de esta obra en su Rimado de Palacio. Sus ideas sobre la traducción, sin embargo, no llegaron a anticipar el nobilitare de la lengua vulgar del renacimiento, y así escribe que el castellano traducido debe mantener las construcciones del latín:
E guardaron syenpre este estilo de llevar la sentençia suspensa fasta el cabo, y de anteponer los casos del verbo, del qual han regimiento, los quales segunt la arte de la gramática, en costruyendo, deven ser pospuestos. E esto fizo él por guardar el color de la retórica y la costunbre sobredicha de los sabios, que dificultaron sus escrituras y las posieron en palabras difíciles y aun obscuras, porque las leyesen los onbres muchas vezes y mejor las retoviesen y más las preçiasen, quanto en ellas más trabajo tomasen; ca lo que con mayor trabajo se gana, con mayor presçio se guarda.

### Otras obras
El poeta castellano Pero Ferrús (hacia 1380) le dedicó una de sus cantigas: el Dezir de Pero Ferruz a Pero López de Ayala. En el Cancionero de Baena se halla una respuesta de Pero López de Ayala "el Viejo" a Ferrant Sánchez Calavera (o Talavera) sobre la cuestión de predestinados y precitos. Está en octavas de arte mayor, pero lleva al fin unos versetes de antiguo rimar (tetrástrofos monorrimos alejandrinos) que dice traducidos de San Ambrosio. En el mismo cancionero hay poesías dirigidas a él por Pero Ferrús, Baena y algún otro. Se ha perdido el Departimiento de las devisas de los monasterios del que habla Rafael de Floranes.

## Ediciones
- Crónicas de los reyes de Castilla Don Pedro, Don Enrique II, Don Juan I, Don Enrique III, por Don Pedro López de Ayala chanciller mayor de Castilla, con las enmiendas del secretario Gerónimo Zurita y las correcciones y notas añadidas por don Eugenio de Llaguno Amirola, Caballero de la Orden de Santiago, de la Real Academia de la Historia, Madrid, Imprenta de Antonio de Sancha, 1779 y 1780, 2 vols. Con tres retratos grabados por J. J. Fabregat, y Tejada, sobre dibujos de Antonio Carnicero.
- Crónicas. Ed., prólogo y notas de José Luis Martín. Barcelona: Ed. Planeta, 1991.
- Coronica del rey don Pedro. Ed. de Constance L. Wilkins / Heanon M. Wilkins, Madison, The Hispanic Seminary of Medieval Studies, 1985.
- Coronica de Enrique III, ed. de Constance L. Wilkins / Heanon M. Wilkins. Madison: Hispanic Seminary of Medieval Studies, 1992.
- Crónica del rey don Juan I. Ed. crítica de Jorge Norberto Ferro. Buenos Aires: SECRIT, 2009.
- Libro de la Caza de las Aves, ed. de José Fradejas Lebrero, Madrid, Castalia, 1959.
- Libro de la Caça de las Aves: El MS 16.392 (British Library, Londres), ed. de John G. Cummins, Londres: Tamesis Books, 1986.
- Libros de cetrería de El Príncipe y El Canciller, con un discurso y notas del excmo. señor d. José Gutiérrez de la Vega. Madrid: Biblioteca Venatoria, 1983.
- Poetas Castellanos anteriores al siglo XV. Colección hecha por D. Tomás Antonio Sánchez, continuada por el Excmo. Sr. D. Pedro José Pidal y considerablemente ilustrada y aumentada, a vista de los códices y mss. antiguos por D. Florencio Janer. Madrid, 1864 (Tomo LVII de la Biblioteca de Autores Españoles de Rivadeneyra). El Rimado de Palacio llega desde la página 425 a la 476.
- Poesías del Canciller, ed. de Albert F. Kuersteiner, New York: The Hispanic Society of America, 1920, 2 vols.
- Rimado de Palacio, ed. de Kenneth Adams, Madrid: Anaya, 1971; 2.ª ed. Madrid: Cátedra, 1993, reimpresa luego.
- Obra poética del Canciller Ayala. Ed. de José López Yepes, Vitoria: Obra Cultural de la Caja de Ahorros Municipal, 1974.
- Libro rimado de Palacio, ed. de Jacques Joset, Madrid, Alhambra, 1978, 2 vols.; 2.ª ed., Madrid: Alhambra, 1982.
- Libro de poemas o Rimado de Palacio. Ed. crítica de Michel García. Madrid: Gredos, 1978, 2 vols.
- Rimado de Palacio. Edición crítica, introducción y notas de Germán Orduna. Pisa: Giardini Editori e Stampatori, 1981, 2 vols. 2.ª ed., Madrid: Castalia, 1987.
- Rimado de Palacio. Edición, introducción y notas de H. Salvador Martínez, New York: Peter Lang Inc., International Academic Publishers, 2000.
- Rimado de Palacio, Valencia: Generalitat Valenciana, 2010 (edición póstuma e inédita de un esbozo de edición crítica de Rafael Lapesa).
- Rimado de palacio, ed. de Hugo O. Bizarri. Galaxia Gutenberg, 2012.
- López de Ayala: Rimado de Palacio, ed. de Sophie Hirel. Atlande, 2018.
- Las flores de los Morales de Job. Ed. crítica de Francesco Branciforti, Firenze: Le Monnier, 1963.
- Las Décadas de Tito Livio. Salamanca, 1497. Se reimprimió tres o cuatro veces más.
- Juan Boccaccio. Caída de Príncipes, traducida de latín en castellano por D. Pedro López de Ayala y continuada por D. Alfonso García, Sevilla, Meynardo Ungut Alimano y Lançalao Polono, 1495.

### Obras de Pedro López de Ayala
- Obras de Pero López de Ayala en Internet Archive.
- Obras de Pero López de Ayala en Biblioteca Digital Hispánica.
- Coronica del serenissimo Rey Don Pedro, hijo del Rey Don Alonso de Castilla, edición facsimilar de 1591.

### Otros enlaces
- Wikimedia Commons alberga una categoría multimedia sobre Pedro López de Ayala.
- La Poesía del Siglo XIV Archivado el 17 de octubre de 2008 en Wayback Machine.

- Datos: Q81678
- Multimedia: Pedro López de Ayala / Q81678
- Citas célebres: Pedro López de Ayala
- Textos: Autor:Pedro López de Ayala